# Liste von Käsesorten aus Irland
Diese Liste enthält Käsesorten aus Irland. 2014 wurden dort 215.000 Tonnen Käse produziert.

## Liste
| Herkunftsbezeichnung   | Region                   | Milch von: | Schutz | Typ                    | Bemerkungen                                             | Abbildung |
| ---------------------- | ------------------------ | ---------- | ------ | ---------------------- | ------------------------------------------------------- | --------- |
| Abbey Blue             |                          |            |        | Blauschimmelkäse       |                                                         |           |
| Ardrahan               | County Cork              | Kuh        |        | Rotschmierweichkäse    |                                                         |           |
| Boilie                 | County Cavan             | Ziege      |        | Weichkäse              |                                                         |           |
| Cúil Aodha oder Coolea | Cúil Aodha – County Cork | Kuh        |        | Schnittkäse            |                                                         |           |
| Cooleeney Cheese       | County Tipperary         | Kuh        |        | Weißschimmelkäse       |                                                         |           |
| Croghan                | County Wexford           | Ziege      |        | Je Reife               |                                                         |           |
| Cashel Blue            | County Tipperary         | Kuh        |        | Blauschimmelkäse       | Geht zurück auf Jane und Louis Grubb, 1984, Beechmount. |           |
| Desmond                | County Cork              | Kuh        |        | Hartkäse               |                                                         |           |
| Dubliner               | County Cork              | Kuh        |        | Hartkäse               |                                                         |           |
| Durrus                 | County Cork              | Kuh        |        | Schnittkäse            |                                                         |           |
| Gabriel                | County Cork              | Kuh        |        | Hartkäse               |                                                         |           |
| Gubbeen                | County Cork              | Kuh        |        | Hartkäse               |                                                         |           |
| Imokilly Regato        |                          |            | g.U.   |                        |                                                         |           |
| Milleens               | County Cork              | Kuh        |        | Hartkäse               |                                                         |           |
| Orla                   | County Cork              | Schaf      |        | halbfester Schnittkäse |                                                         |           |
| St. Tola               | County Clare             | Ziege      |        |                        | je Reife                                                |           |